# North Platte, Nebraska
North Platte je grad u američkoj saveznoj državi Nebraska. Prema popisu stanovništva iz 2010. u njemu je živjelo 24,733 stanovnika.